# Ad libitum
Ad libitum (итал. ad libitum, a piacere, ad arbitrio, а beneplacito) je латински израз који значи по вољи. Његова скраћеница је ad lib, ad-lib или само A. l.
Синоним речи ad libitum је италијанска реч а piacere (читај: а пјачере), што значи слободно, по вољи.

## Две врсте употребе изразаAd libitum
Израз Ad libitum се употребљава у некој композицији као:
1. Ознака за извођење у слободном темпу, што значи да извођач (интерпретатор) или диригент може дело да интерпретира према сопственом нахођењу ослањајући се на своја осећања темпа, динамике и агогике, али све у оквирима лепог и "добре мере“.
2. Ознака за необавезно присуство:
- инструмента у ансамблу. Одређени инструмент се може изоставити или се може убацити неки други инструмент, по вољи.
- неке деонице композиције. Одређена деоница из композиције се може изоставити.
- неког дела композиције, на пример инструментална каденца, или, обрнуто, да се она може по вољи убацити - импровизовати ако је нема.